# Seh
Cette page contient des caractères spéciaux ou non latins. S’ils s’affichent mal (▯, ?, etc.), consultez la page d’aide Unicode.
Pour les articles homonymes, voir Seh (homonymie).
Seh, սէ ou սե en arménien ([sɛ]), est la 29e lettre de l'alphabet arménien.

## Linguistique
Seh est utilisé pour représenter le son [s].
Dans la norme ISO 9985, la lettre est translittérée par « s ».

## Représentation informatique
- Unicode[1] :
  - Capitale Ս : U+054D
  - Minuscule ս : U+057D